# Szingapúr a 2004. évi nyári olimpiai játékokon
Szingapúr a görögországi Athénban megrendezett 2004. évi nyári olimpiai játékok egyik részt vevő nemzete volt. Az országot az olimpián 6 sportágban 16 sportoló képviselte, akik érmet nem szereztek.

## Asztalitenisz
Női
| Versenyző                | Versenyszám | 64-es főtábla     | 48-as főtábla                                                                  | 32-es főtábla                                                                   | Nyolcaddöntő                                                                         | Negyeddöntő                                             | Elődöntő                                                     | Döntő                                                           | Helyezés |
| Versenyző                | Versenyszám | Ellenfél Eredmény | Ellenfél Eredmény                                                              | Ellenfél Eredmény                                                               | Ellenfél Eredmény                                                                    | Ellenfél Eredmény                                       | Ellenfél Eredmény                                            | Ellenfél Eredmény                                               | Helyezés |
| ------------------------ | ----------- | ----------------- | ------------------------------------------------------------------------------ | ------------------------------------------------------------------------------- | ------------------------------------------------------------------------------------ | ------------------------------------------------------- | ------------------------------------------------------------ | --------------------------------------------------------------- | -------- |
| Jing Jun Hong            | Egyes       |                   | Silvija Erdelji (SCG) · 11-3, 11-8, 10-12, 11-4, 4-11, 11-6                    | Kim Hjonhi (PRK) · 11-7, 8-11, 11-6, 5-11, 4-11, 9-11                           | kiesett                                                                              | kiesett                                                 | kiesett                                                      | kiesett                                                         | 17.      |
| Li Jia Wei               | Egyes       |                   |                                                                                | Petra Cada (CAN) · 11-4, 11-6, 11-7, 11-8                                       | Umemura Aja (JPN) · 14-12, 13-11, 8-11, 15-13, 9-11, 11-7                            | Vang Nan (CHN) · 11-7, 11-7, 11-13, 11-9, 11-8          | Kim Hjangmi (PRK) · 11-8, 6-11, 11-0, 11-8, 8-11, 6-11, 9-11 | Bronzmérkőzés · Kim Gjonga (KOR) · 11-9, 8-11, 7-11, 5-11, 8-11 | 4.       |
| Zhang Xueling            | Egyes       |                   | Jasna Fazlić (USA) · 11-7, 11-7, 8-11, 11-7, 11-5                              | I Unszil (KOR) · 11-5, 11-7, 11-9, 9-11, 11-6                                   | Fudzsinuma Ai (JPN) · 11-7, 11-8, 6-11, 11-7, 9-11, 11-9                             | Kim Hjangmi (PRK) · 7-11, 4-11, 11-9, 8-11, 11-8, 10-12 | kiesett                                                      | kiesett                                                         | 5.       |
| Sharon Tan Zhang Xueling | Páros       |                   | Egyesült Államok (USA) · Whitney Ping · Jasna Fazlić · 11-8, 11-4, 11-5, 13-11 | Románia (ROU) · Mihaela Şteff · Adriana Năstase · 8-11, 11-6, 12-10, 11-9, 11-8 | Dél-Korea (KOR) · I Unszil · Szog Unmi · 12-14, 7-11, 7-11, 8-11                     | kiesett                                                 | kiesett                                                      | kiesett                                                         | 9.       |
| Jing Jun Hong Li Jia Wei | Páros       |                   |                                                                                |                                                                                 | Dél-Korea (KOR) · Kim Bokre · Kim Gjonga · 11-9, 5-11, 10-12, 11-8, 11-9, 8-11, 8-11 | kiesett                                                 | kiesett                                                      | kiesett                                                         | 9.       |

## Atlétika
Férfi
| Versenyző     | Versenyszám | Előfutam | Előfutam | Előfutam | Negyeddöntő | Negyeddöntő | Negyeddöntő | Elődöntő | Elődöntő | Elődöntő | Döntő   | Döntő    |
| Versenyző     | Versenyszám | Idő      | Hely.    | Össz.    | Idő         | Hely.       | Össz.       | Idő      | Hely.    | Össz.    | Idő     | Helyezés |
| ------------- | ----------- | -------- | -------- | -------- | ----------- | ----------- | ----------- | -------- | -------- | -------- | ------- | -------- |
| Poh Seng Song | 100 m       | 10,75    | 7.       | 62.      | kiesett     | kiesett     | kiesett     | kiesett  | kiesett  | kiesett  | kiesett | kiesett  |

Női
| Versenyző     | Versenyszám | Selejtező | Selejtező | Döntő    | Döntő    |
| Versenyző     | Versenyszám | Eredmény  | Helyezés  | Eredmény | Helyezés |
| ------------- | ----------- | --------- | --------- | -------- | -------- |
| Zhang Guirong | Súlylökés   | 16,58 m   | 24.       | kiesett  | kiesett  |

## Sportlövészet
Férfi
| Versenyző    | Versenyszám | Selejtező | Selejtező | Döntő   | Döntő    |
| Versenyző    | Versenyszám | Pont      | Helyezés  | Pont    | Helyezés |
| ------------ | ----------- | --------- | --------- | ------- | -------- |
| Lee Wung Yew | Trap        | 115       | 21.       | kiesett | kiesett  |

* - három másik versenyzővel azonos eredményt ért el

## Tollaslabda
| Versenyző     | Versenyszám | 32-es főtábla                   | Nyolcaddöntő                      | Negyeddöntő                         | Elődöntő          | Bronz- mérkőzés   | Döntő             | Helyezés |
| Versenyző     | Versenyszám | Ellenfél Eredmény               | Ellenfél Eredmény                 | Ellenfél Eredmény                   | Ellenfél Eredmény | Ellenfél Eredmény | Ellenfél Eredmény | Helyezés |
| ------------- | ----------- | ------------------------------- | --------------------------------- | ----------------------------------- | ----------------- | ----------------- | ----------------- | -------- |
| Ronald Susilo | Férfi egyes | Lin Tan (CHN) · 15-12, 15-10    | Björn Joppien (GER) · 15-11, 15-6 | Boonsak Ponsana (THA) · 10-15, 1-15 | kiesett           | kiesett           | kiesett           | 5.       |
| Jiang Yanmei  | Női egyes   | Jie Yao (NED) · 6-11, 8-11      | kiesett                           | kiesett                             | kiesett           | kiesett           | kiesett           | 17.      |
| Li Li         | Női egyes   | Kung Zsuj-na (CHN) · 9-11, 4-11 | kiesett                           | kiesett                             | kiesett           | kiesett           | kiesett           | 17.      |

## Úszás
Férfi
| Versenyző | Versenyszám  | Előfutam | Előfutam | Előfutam | Elődöntő | Elődöntő | Elődöntő | Döntő   | Döntő    |
| Versenyző | Versenyszám  | Idő      | Hely.    | Össz.    | Idő      | Hely.    | Össz.    | Idő     | Helyezés |
| --------- | ------------ | -------- | -------- | -------- | -------- | -------- | -------- | ------- | -------- |
| Mark Chay | 100 m gyors  | 52,83    | 8.       | 56.      | kiesett  | kiesett  | kiesett  | kiesett | kiesett  |
| Mark Chay | 200 m gyors  | 1:54,70  | 5.       | 51.      | kiesett  | kiesett  | kiesett  | kiesett | kiesett  |
| Gary Tan  | 200 m vegyes | 2:08,44  | 7.       | 43.      | kiesett  | kiesett  | kiesett  | kiesett | kiesett  |

Női
| Versenyző        | Versenyszám    | Előfutam | Előfutam | Előfutam | Elődöntő | Elődöntő | Elődöntő | Döntő   | Döntő    |
| Versenyző        | Versenyszám    | Idő      | Hely.    | Össz.    | Idő      | Hely.    | Össz.    | Idő     | Helyezés |
| ---------------- | -------------- | -------- | -------- | -------- | -------- | -------- | -------- | ------- | -------- |
| Nicolette Teo    | 100 m mell     | 1:12,87  | 6.       | 33.      | kiesett  | kiesett  | kiesett  | kiesett | kiesett  |
| Nicolette Teo    | 200 m mell     | 2:38,17  | 3.       | 30.      | kiesett  | kiesett  | kiesett  | kiesett | kiesett  |
| Wei Ling Yeo     | 100 m pillangó | 1:00,81  | 4.       | 27.      | kiesett  | kiesett  | kiesett  | kiesett | kiesett  |
| Wei Ling Yeo     | 200 m vegyes   | 2:18,61  | 8.       | 19.      | kiesett  | kiesett  | kiesett  | kiesett | kiesett  |
| Christel Bouvron | 200 m pillangó | 2:26,21  | 8.       | 32.      | kiesett  | kiesett  | kiesett  | kiesett | kiesett  |

## Vitorlázás
Nyílt
| Versenyző   | Versenyszám | Futam | Futam | Futam | Futam | Futam | Futam | Futam | Futam | Futam | Futam    | Futam | Pontszám | Helyezés |
| Versenyző   | Versenyszám | 1     | 2     | 3     | 4     | 5     | 6     | 7     | 8     | 9     | 10       | 11    | Pontszám | Helyezés |
| ----------- | ----------- | ----- | ----- | ----- | ----- | ----- | ----- | ----- | ----- | ----- | -------- | ----- | -------- | -------- |
| Stanley Tan | Laser       | 32    | 27    | 25    | 30    | 34    | 40    | 41    | 39    | 36    | kizárták | 18    | 322      | 37.      |